# Jan Brod
Jan Brod (19. května 1912 Nový Jičín – 10. února 1985 Hannover) byl český lékař, zakladatel české nefrologie, profesor Univerzity Karlovy a dvojnásobný exulant.

## Život a působení
Pocházel ze židovské rodiny, po studiu a promoci na lékařské fakultě UK roku 1937 nastoupil jako asistent na I. interní klinice u profesora Kristiána Hynka. Brzy nato odjel na stáž do Vídně k prof. Hansi Eppingerovi a těsně před válkou emigroval, vstoupil do britské armády a sloužil v Severní Africe a v Itálii. Po válce byl na stáži u slavného internisty G. W. Pickeringa v Londýně a jako stipendista Rockefellerovy nadace u fyziologa Homera Smithe v New Yorku.
Po návratu v roce 1951 musel opustit univerzitu a pracoval v Ústavu pro choroby oběhu krevního v Praze Krči, od roku 1961 jako jeho ředitel. V roce 1958 se stal prvním předsedou Československé nefrologické společnosti a shromáždil kolem sebe řadu mladých lékařů a fyziologů, kteří dosahovali vynikající výsledky.[zdroj⁠?!] V roce 1963 předsedal Světovému nefrologickému kongresu v Praze.
Zabýval se zejména fyziologií ledvin a srdce v souvislosti s hypertenzí, její predikcí a terapií. Patřil k průkopníkům fyziologického chápání hypertenze a řady srdečních a ledvinových chorob.
V roce 1968 se výrazně veřejně angažoval, se třemi kolegy v březnu napsal zprávu o stavu československého zdravotnictví a patřil mezi iniciátory petice Dva tisíce slov. Srpen 1968 jej zastihl v Jugoslávii. Odtud se nevrátil a emigroval do Německa, kde se stal profesorem a přednostou nově založeného nefrologického pracoviště na hannoverské univerzitě. Na odpočinek se chystal odstěhovat do anglického Leamington Spa, ale krátce po odchodu do důchodu v roce 1985 zemřel.

## Ocenění
Čeští nefrologové založili Nadační fond Jana Broda, který pořádá odborné konference „Brodovy dny“. Belgický Nadační fond dr. Paula Janssena uděluje od roku 1995 Cenu Jana Broda za vynikající práce v oboru nefrologie.